# Delamerea
Delamerea là một chi thực vật có hoa trong họ Cúc (Asteraceae).

## Loài
Chi Delamerea gồm các loài: